# 陈培民
陈培民（1927年11月—2023年4月19日），山东荣成人，中国人民解放军将领、中国人民解放军中将。第六、七、八届全国人大代表，第八届全国人大常委会委员。
1943年5月参加八路军。1944年加入中国共产党。曾任北京军区副政治委员。1988年7月，授予中国人民解放军中将。